# Great Ashfield
Great Ashfield es una localidad y parroquia civil ubicada en el condado de Suffolk, en Inglaterra. Se localiza aproximadamente a 14 km al este de Bury St. Edmunds.
El Libro Domesday de 1086 registra el topónimo del pueblo como Eascefelda, que significa "tierra abierta donde crecen los fresnos".
A 800 metros al oeste del pueblo se encuentra la mota donde se levantaba el Castillo de Great Ashfield.

## Iglesia parroquial
La iglesia parroquial de Todos los Santos fue construida alrededor del siglo XII, siendo ampliada durante los siguientes 500 años; la entrada sur fue construida en el siglo XIII, mientras que la torre oeste, ubicada en la zona norte de la nave lateral y la actual pila bautismal se fueron añadidas a lo largo del siglo XIV. Durante el siglo XV, se agregaron nuevas ventanas en la zona de la nave, así como se añadió el actual arco del chancel. La nave también cuenta con numerosos bancos fabricados en el siglo XV.
Las cinco campanas se localizan en la torre oeste tiene un anillo de cinco campanas. La tercera y cuarta campanas fueron realizadas alrededor de 1510 en Bury St Edmunds. John Draper de Thetford fundió la campana de tenor en 1631. Thomas Newman de Norwich fundió las campanas de agudos y segundos en 1745.
El porche sur, construido en ladrillo, fue añadido en el siglo XVI. Los raíles de altar y los retablos datan del siglo XVII. La iglesia parroquial está incluida dentro de la lista de Monumentos Clasificados del Reino Unido.

## Residentes notables
- Violet Constance Jessop, (cercanías de Bahía Blanca, 2 de octubre de 1887-Great Asfield, 5 de mayo de 1971), fue una camarera de barco que trabajó a bordo de los tres transatlánticos de la Clase Olympic, y a quien se conoce por sobrevivir a los accidentes y naufragios de estos tres navíos, ocurridos en septiembre de 1911, en abril de 1912, y en noviembre de 1916.[4][5] Tras jubilarse en 1950, tras 42 años trabajando en el mar para varias compañías navieras,[6] se trasladó a Great Ashfield, donde residió hasta su muerte.[7]

## Galería de imágenes

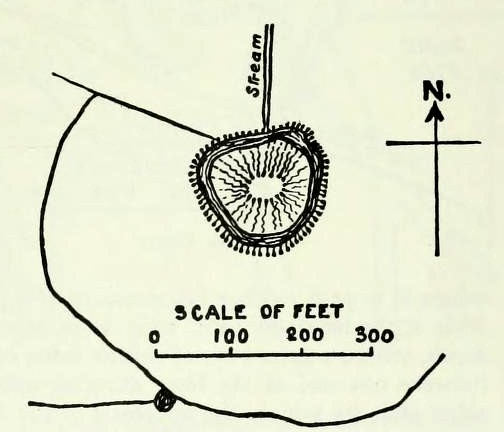
Mapa del antiguo Castillo de Great Ashfield
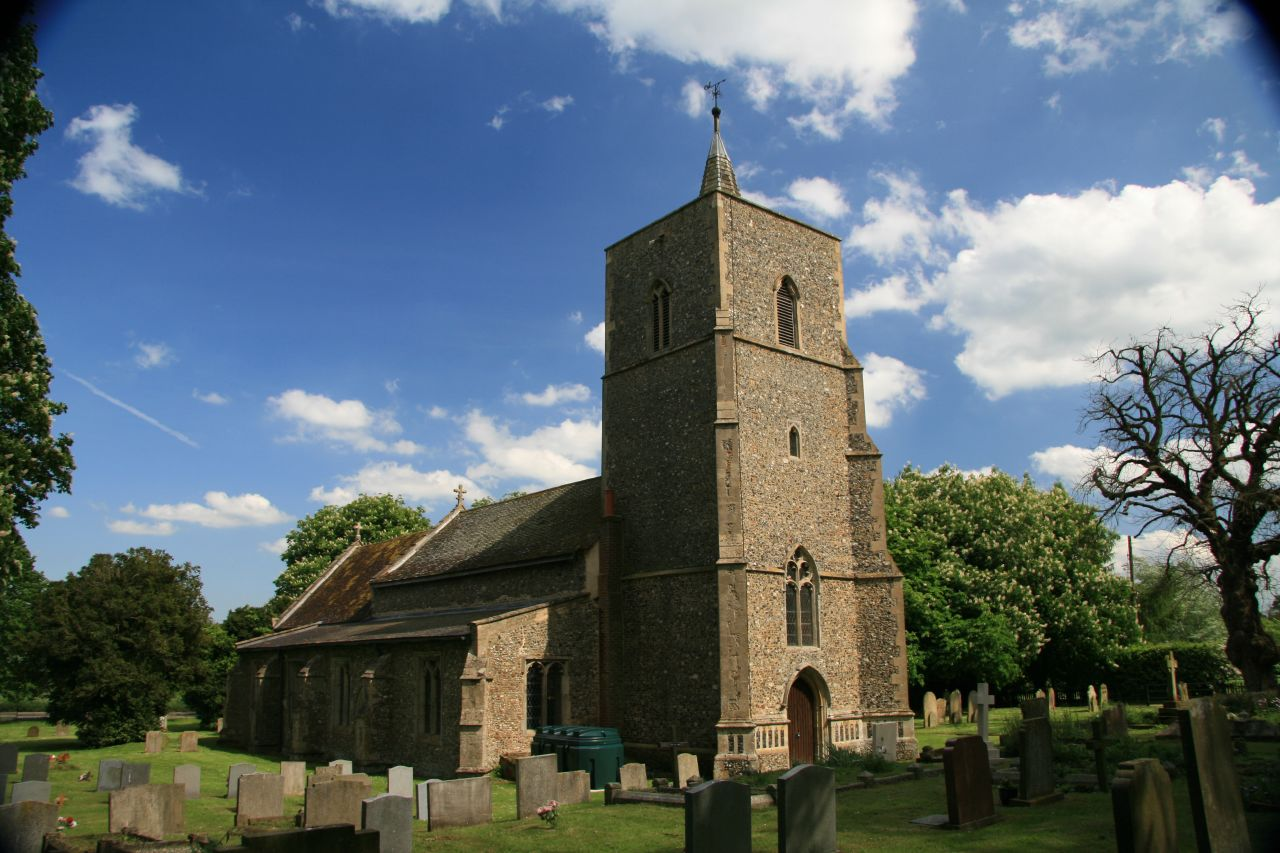
Iglesia parroquial de Todos los Santos
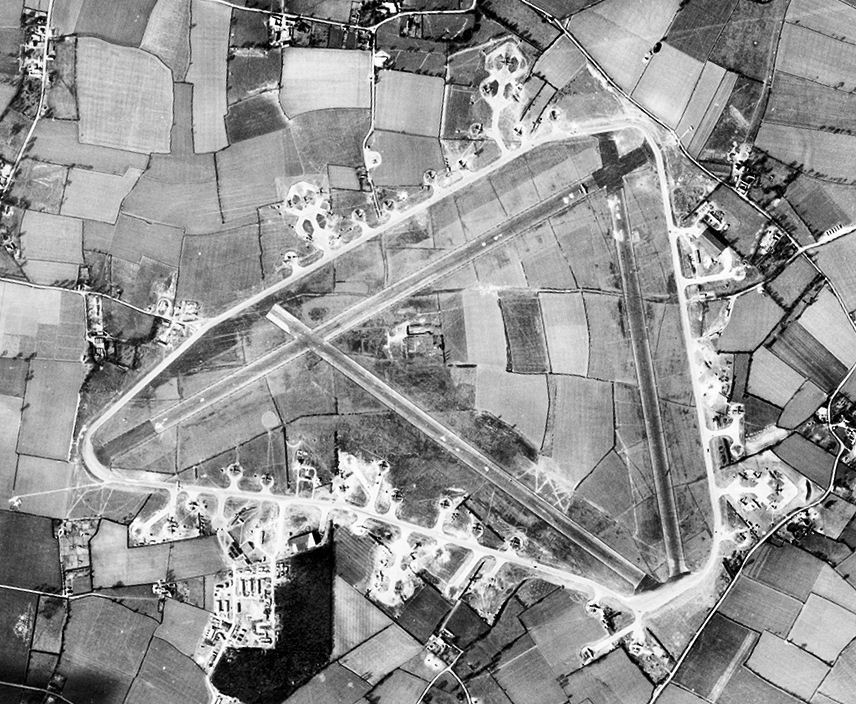
Fotografía aérea del aeródromo de Great Ashfield, realizada el 31 de marzo de 1944
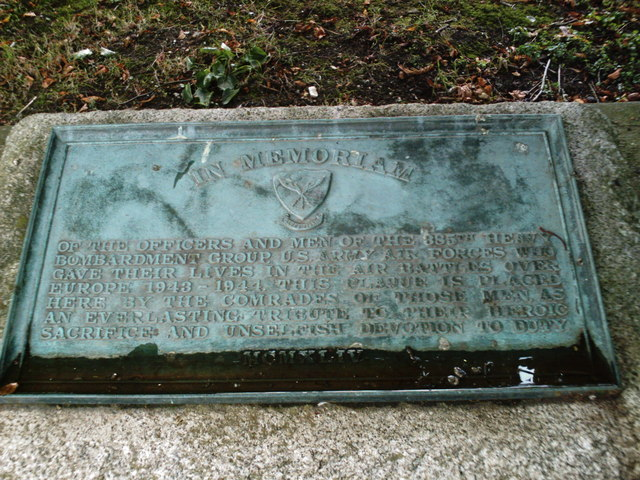
Placa que conmemora a los hombres del 385.º Grupo de Bombardeo de las Fuerzas Aéreas del Ejército de los Estados Unidos, cuya base se encontraba en el aeródromo de Great Ashfield.